# 奎托湖
奎托湖是俄羅斯的淡水湖群，位於卡累利阿共和國，由上奎托湖、中奎托湖和下奎托湖3個以天然水道相連的湖泊組成，在每年11月開始結冰，直至翌年5月上旬。
- 上奎托湖︰座標65°3′N 30°45′E / 65.050°N 30.750°E，面積198平方公里，海拔103米，最大深度44米。
- 中奎托湖︰座標65°8′N 31°15′E / 65.133°N 31.250°E，面積257平方公里，海拔101米，最大深度34米。
- 下奎托湖︰座標64°56′N 31°45′E / 64.933°N 31.750°E，面積141平方公里，海拔100米，最大深度33米。